# Свиново (Псковская область)
Свиново (латыш. Svinava) — деревня в России, в Гавровской волости Пыталовского района Псковской области.
Деревня расположена в 21 км к юго-западу от города Пыталово, восточнее деревни Скангали.
C 1920 до 1944 гг. входила в состав Яунлатгальского (Абренского) уезда Латвии.

## Население
| 2001 | 2002 | 2010 |
| ---- | ---- | ---- |
| 54   | ↗72  | ↘49  |

Численность населения к началу 2001 года составляла 54 жителя.